# Kortenhoef

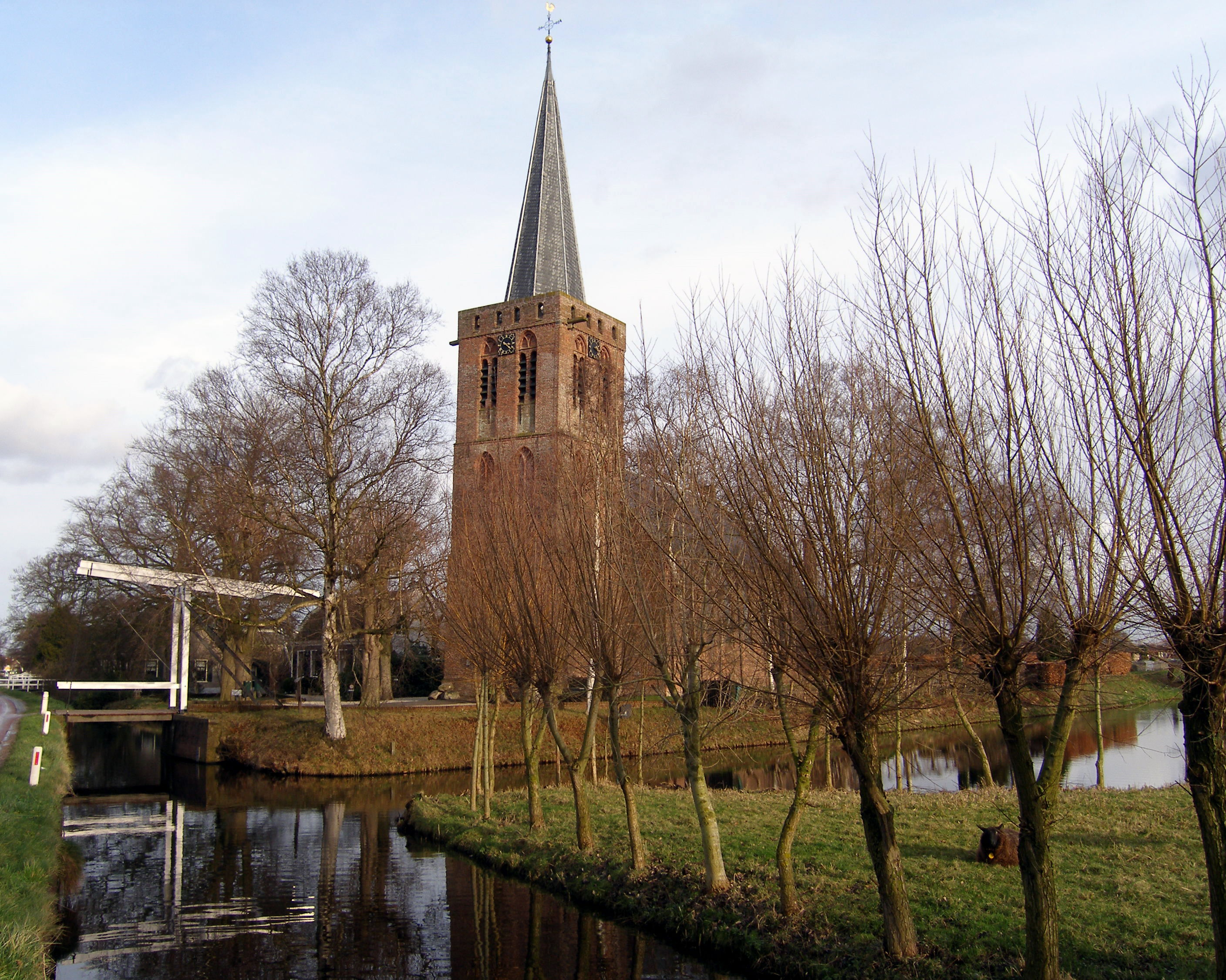
Hervormde Kerk — Kortenhoef

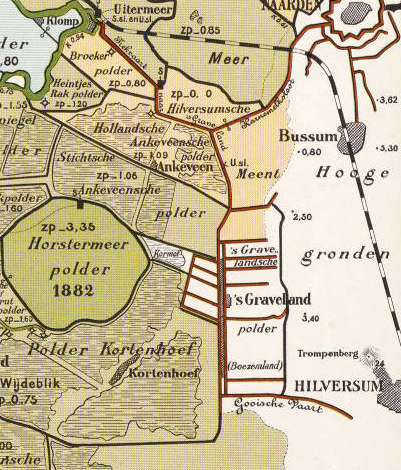
Kortenhoef und seine Lage zum Horstermeer um 1882

Kortenhoef ist ein Dorf in der Gemeinde Wijdemeren in der niederländischen Provinz Nordholland und liegt etwas außerhalb des Gooi. Der ursprüngliche Name war Curtevenne und es war von je her ein kleines Straßendorf auf einem Damm gelegen, südöstlich vom Horstermeerpolder. Kortenhoef liegt etwa fünf Kilometer westlich von Hilversum und 20 km vom Stadtkern von Amsterdam entfernt.

## Gemeindegeschichte
Das Dorf selbst besteht aus zwei Teilen, dem alten Dorf an der Kortenhoefsedijk und Moleneind, und das neue Dorf, das zum Nordosten hin zum ’s-Gravelandsche Polder gelegen ist. Kortenhoef war eine selbstständige Gemeinde. Vom 19. September 1814 bis zum 1. Oktober 1819 war es ein Teil der Provinz Utrecht. Am 1. Januar 1966 wurde es mit den Dörfern ’s-Graveland und Ankeveen in dem neuen Verwaltungsbezirk ’s-Graveland zusammengelegt. Zum 1. Januar 2002 erfolgte ein weiterer Zusammenschluss von ’s-Graveland mit Loosdrecht und Nederhorst den Berg zur Großgemeinde Wijdemeren mit etwa 23.186 Einwohnern. Die Gemeinde Kortenhoef war im 19. Jahrhundert auch als Kortenhoef en Riethoven bekannt.
Kortenhoef liegt an einem waldreichen Gebiet und ist für seinen See-Bezirk bekannt. Die Kortenhoefer Seen sind das Ergebnis der Jahrhunderte dauernden Torfstecherarbeiten dieses Niedermoorgebietes und dafür bekannt. Darüber hinaus wurde hier das Schilfrohr für die Reetdächer gewonnen. Ferner gab es hier Fischfang. Ein größeres Gebiet um Kortenhoef ist zwischenzeitlich in eine Polderlandschaft umgewandelt worden. Hier wurde Viehzucht betrieben, so wie dies auf dem Marschland möglich war – diese Gegend hatte den Ruf, sehr arm zu sein. Derzeit existieren nur noch wenige Bauernhöfe. Viele der marginalen, ehemals landwirtschaftlich genutzten Flächen wurden mittlerweile stillgelegt.
Kortenhoef war 1156 unter dem Namen Curtenvene bekannt. In 1235 erfolgte die Umbenennung in Curtenhoven und ab 1444 trug die kleine Gemeinde den Namen Kortehoeff. Nach der sprachwissenschaftliche Rekonstruktion wird Kotenhoef mit dem Ausdruck Torfbeschneidung gleichgesetzt - venne bedeutet Torf und hoef Huf. Korten ist mit beschneiden gleichzusetzen. Die Kirche von Kortenhoef wurde in der zweiten Hälfte des 14. Jahrhunderts (etwa zwischen 1350 und 1400) erbaut. Es handelt sich um eine spätromanische Saalkirche. Im 17. Jahrhundert wurde das Kirchenschiff verändert und der Turn erhielt eine neue Spitze. Dabei wurde der Grundriss beibehalten. Kennzeichnend ist der kleine Chor. Der große Unterschied zu anderen Kirchen in der Umgebung ist, die Kirche hat bis heute ihren alten Grundriss beibehalten. Dies hat seine Ursache an der gleich gebliebenen Bevölkerungszahl. Daher wurde sie nie vergrößert. Diese Kirche ist diejenige, welche in Holland von Künstlern am meisten gemalt worden ist.

## Gemeindewappen
Das Wappen von Kortenhoef wurde an die Gemeinde gegeben. Dieses Wappen ist am 28. Juni 1839 von dem Hohe Rat durch den Adel zur Ehrung von Kortenhoef als Poldergemeinde verliehen worden. Die Gemeinde hatte es bis zur Gemeindereform geführt und war zugleich ihr Amtssiegel.
Das Wappen besteht aus Schild und auf dem oberen Rand stehender Helmkrone. Der Wappenschild ist dreigeteilt. Dominierend im Schildhaupt und Balken sind zwei gleichrangige, bildliche Tierdarstellungen. Rechts ist ein behufter, schwebender schwarzer Pferdefuß von der Herzstelle zur rechten oberen Stelle wachsend auf goldenem Grund. Links ist ein Pelikan mit drei Jungvögeln im Nest sitzend in Silber gehalten auf rotem Grund. Die Fußstelle besteht aus einem Fluss auf grünem Grund. Auf diesem schwebt zum Fluss und zum rechten und linken Seitenrand ein dreigeteilter Leistenstab in Gold.